# Xenocoelidia spinella
Xenocoelidia spinella är en insektsart som beskrevs av Delong och Hermann Julius Kolbe 1975. Xenocoelidia spinella ingår i släktet Xenocoelidia och familjen dvärgstritar. Inga underarter finns listade i Catalogue of Life.